# Eric Ramires
Eric dos Santos Rodrigues dit Eric Ramires, né le 10 août 2000 à Salvador au Brésil, est un footballeur brésilien qui évolue au poste de milieu de terrain avec le club du RB Bragantino en prêt de l'EC Bahia.

## Biographie

### EC Bahia
Né  à Salvador, au Brésil, Eric Ramires est formé à l'EC Bahia qu'il rejoint en 2011. Il débute en professionnel le 6 septembre 2018 dans le championnat brésilien, face à Sport Recife. Un match qu'il débute et qui est remporté par son équipe (2-0). Il devient ainsi le premier joueur né en 2000 à jouer pour le club. Le 15 septembre de la même année il prolonge son contrat avec l'EC Bahia jusqu'en 2022. Lors de la journée suivante, le 16 septembre, pour son deuxième match seulement, il inscrit son premier but en professionnel face au SE Palmeiras (match nul 1-1). Le 21 septembre 2018, il joue son premier match de Copa Sudamericana contre Botafogo. Titulaire lors de ce match, il inscrit également son premier but dans la compétition ce jour-là ,en ouvrant le score en début de partie, contribuant à la victoire de son équipe (2-1). 

### Prêt au FC Bâle
Le 2 septembre 2019, le FC Bâle officialise son transfert en prêt d'une saison assorti d'une option d'achat à hauteur de sept millions d'euros. Il joue son premier match pour son nouveau club le 25 septembre 2019, face au FC Zurich en championnat. Il entre en jeu lors de cette rencontre remportée largement sur le score de quatre buts à zéro.
Mais blessé, il ne dispute pas assez de matchs pour activer son option d'achat automatique et rentre ainsi au Brésil.

### Prêt au Bragantino
En novembre 2020, il est cette fois prêté au RB Bragantino, encore avec option d'achat,. Il joue son premier match sous ses nouvelles couleurs le 20 novembre 2020, face à son ancien club, l'EC Bahia. Il entre en jeu et son équipe s'impose par quatre buts à zéro. Ramires marque son premier but avec le club de Bragança Paulista le 21 janvier 2021, ouvrant le score lors d'une victoire 4-1 contre Vasco da Gama.
En novembre 2021, le RB Bragantino est sur le point d'officialiser le rachat du joueur

### En équipe nationale
Il est membre de l'équipe du Brésil des moins de 20 ans à compter de 2019.
Il participe avec cette équipe au championnat sud-américain des moins de 20 ans en 2019, prenant part à quatre matchs.